# Hélette
Hélette é uma comuna francesa na região administrativa da Nova Aquitânia, no departamento dos Pirenéus Atlânticos. Estende-se por uma área de 23,52 km². Em 2010 a comuna tinha 740 habitantes (densidade: 31,5 hab./km²).